# The Bride Wore Boots
The Bride Wore Boots és una pel·lícula estatunidenca d'Irving Pichel estrenada el 1946. Aquesta va ser l'última comèdia de Stanwyck. Alguns anys més tard, es queixava a la columnista Hedda Hopper, "Sempre he tingut bon ull per a una bona comèdia. Recordi Bola de foc i The Lady Eve? Però no sembla que s'escriguin més comèdies ja -- només una sèrie d'acudits.

## Argument
Sally (Barbara Stanwyck) y Jeff Warren (Robert Cummings) estan casats però comencen a tenir problemes. The Bride Wore Boots és una comèdia en la que un historiador està casat amb una bella amazona, on ella està més pendent del seu cavall que d'ell mateix. Així que es disposa a donar-li una lliçó.

## Repartiment
- Barbara Stanwyck: Sally Warren
- Robert Cummings: Jeff Warren
- Diana Lynn: Mary Lou Medford
- Peggy Wood: Grace Apley
- Robert Benchley: Oncle Todd Warren
- Willie Best: Joe
- Natalie Wood: Carol Warren
- Gregory Marshall: Johnnie Warren
- Mary Young: Janet Doughton